# Nemoraea pellucida
Nemoraea pellucida là một loài ruồi trong họ Tachinidae.